# Mário Sabo
Mário „Sabotér“ Sabo (18. srpna 1974) je slovenský hudebník, kytarista. Hraje na sólovou kytaru ve slovenské rockové kapele Horkýže Slíže.

## Osobní informace
Předtím, než se začal věnovat kapele, byl pojišťovacím agentem. Má ženu a dva syny.